# Medieval Conquest
Medieval Conquest is een op fantasie gebaseerd real-time strategie spel ontwikkeld door Cat Daddy Games en gepubliceerd door Global Star Software voor Windows XP in 2004. In het spel is het de bedoeling een koninkrijk onder controle te houden door eenheden te huren en gebouwen te bouwen en door verschillende gebouwen te upgraden.

## Gameplay
Medieval Conquest gebruikt 3D computer graphics. Het verhaal van het spel neemt plaats verspreid over 12 missies en vier plattegronden. Spelers kunnen drie soorten eenheden huren: vechters, boogschutters, en tovenaars. Eenheden in Medieval Conquest zijn onafhankelijk; de speler beïnvloedt indirect de acties van de eenheden door het toewijzen van jachtgebieden en bouw structuren die eenheden kunnen voorzien van goederen en diensten. Eenheden verkrijgen experience points en verkrijgen meer macht in tijd als ze een level omhoog gaan en beter materiaal kunnen kopen. Het belangrijkste doel van het spel is goud, verdient door het jagen op monsters.

## Kritiek op het spel
Medieval Conquest ontving gemengde reviews van de game industrie. De positieve reviews prezen van het spel de normale, luchthartige spel-stijl, hoewel critici problemen hadden met de computer eenheden die te sterk zouden zijn, en een gebrek aan het heft zelf in handen kunnen nemen in het spel.